# Кубок Президента ОАЕ з футболу 2020—2021
Кубок Президента ОАЕ з футболу 2020—2021 — 44-й розіграш кубкового футбольного турніру в ОАЕ. Титул володаря кубка вдесяте здобув Шабаб Аль-Аглі.

## Календар
| Раунд         | Дата                        | Матчі | Клуби   |
| ------------- | --------------------------- | ----- | ------- |
| Груповий етап | 9 жовтня - 7 листопада 2020 | 25    | 25 → 16 |
| 1/8 фіналу    | 5-6 грудня 2020             | 8     | 16 → 8  |
| 1/4 фіналу    | 21-22 грудня 2020           | 4     | 8 → 4   |
| 1/2 фіналу    | 22 лютого 2021              | 2     | 4 → 2   |
| Фінал         | 16 травня 2021              | 1     | 2 → 1   |

## 1/8 фіналу
| Команда 1         | Рахунок      | Команда 2            |
| ----------------- | ------------ | -------------------- |
| 5 грудня 2020     |              |                      |
| Хаур-Факкан       | 0:2          | Шарджа               |
| Аль-Айн           | 0:1          | Аджман               |
| Аль-Вахда         | 0:0 пен. 2:4 | Ан-Наср              |
| Фуджайра (2)      | 0:1          | Аль-Васл             |
| 6 грудня 2020     |              |                      |
| Емірейтс Клаб (2) | 1:0 дч       | Аль-Іттіхад (Кальба) |
| Баніяс            | 2:0          | Аль-Урооба (2)       |
| Шабаб Аль-Аглі    | 3:0          | Хатта                |
| Аль-Джафра        | 1:0          | Аль-Джазіра          |

## 1/4 фіналу
| Команда 1      | Рахунок | Команда 2         |
| -------------- | ------- | ----------------- |
| 21 грудня 2020 |         |                   |
| Аль-Джафра     | 0:4     | Шарджа            |
| Баніяс         | 1:0     | Аль-Васл          |
| 22 грудня 2020 |         |                   |
| Шабаб Аль-Аглі | 2:0     | Емірейтс Клаб (2) |
| Ан-Наср        | 1:0     | Аджман            |

## 1/2 фіналу
| Команда 1      | Рахунок | Команда 2 |
| -------------- | ------- | --------- |
| 22 лютого 2021 |         |           |
| Шарджа         | 0:2     | Ан-Наср   |
| Шабаб Аль-Аглі | 1:0     | Баніяс    |

## Фінал
| 16 травня 2021 18:35 (EEST) |

| Шабаб Аль-Аглі      | 2:1      | Ан-Наср   |
| ------------------- | -------- | --------- |
| Картабіа 42', 90+3' | Протокол | Абейд 82' |

| Хазза бін Заєд, Аль-Айн Глядачів: 3 800 Арбітр: Аммар Алі-Абдулла Джумаа Аль-Джнейбі |